# بند پشدان
بند پشدان (انگلیسی: Pashdan Dam)  در حدود ۲۵ کیلومتری (۱۶ مایلی) شمال شرق هرات، افغانستان، در ولسوالی کرخ ولایت هرات قرار دارد. این یک سد وزنی با سرریز کانال جانبی و یک نیروگاه است که در ۱۴ آگست سال ۲۰۲۵ به بهره‌برداری رسید. پس از تکمیل، این سد قرار است تا ۲ مگاوات برق تولید کند و آب آبیاری بیش از ۱۳۰۰۰ هکتار از زمین کشاورزی را تامین می‌کند. مخزن آن می‌تواند تا ۵۴ میلیون متر مکعب آب را ذخیره کند.